# 奇恰戈夫群島
奇恰戈夫群島是俄羅斯的群島，屬於法蘭士約瑟夫地群島的一部分，由2個島嶼組成，位於卡爾亞歷山大島以西2公里，行政方面由阿爾漢格爾斯克州負責管轄。